# 无穷公理
在公理化集合论和使用它的逻辑、数学和计算机科学中，无穷公理（英語：Axiom of infinity）是策梅洛-弗兰克尔集合论的公理之一。

## 形式陈述
在Zermelo-Fraenkel公理的形式语言中，这个公理读作：
{\displaystyle \exists \mathbf {N} :\varnothing \in \mathbf {N} \land (\forall x:x\in \mathbf {N} \implies x\cup \{x\}\in \mathbf {N} )}
或用非形式化的語言陳述：存在一个集合{\displaystyle \mathbb {N} }，使得空集在{\displaystyle \mathbb {N} }中，并且只要{\displaystyle x}是{\displaystyle \mathbb {N} }的成员，则{\displaystyle x}与它的单元素集合{\displaystyle \{x\}}此兩者的并集也是{\displaystyle \mathbb {N} }的成员。这种集合有时也叫做归纳集合。归纳集合是带有如下性质的集合{\displaystyle X}：对于所有{\displaystyle x\in X}，{\displaystyle x}的后继{\displaystyle x'}也是{\displaystyle X}的一个元素。

## 解释
要理解这个公理，首先我们要定义{\displaystyle x}的后继为{\displaystyle x\cup \{x\}}。注意配对公理允许我们形成单元素集合{\displaystyle \{x\}}。
后继是用来定义自然数的常用的集合论编码。在这种编码中，0是空集（{\displaystyle 0=\varnothing }），而1是0的后继：
{\displaystyle 1=0\cup \{0\}=\varnothing \cup \{0\}=\{0\}}
类似地，2 是1 的后继：
{\displaystyle 2=1\cup \{1\}=\{0\}\cup \{1\}=\{0,1\}}
如此类推。这个定义的推论是對於任何自然數{\displaystyle n}，{\displaystyle n}等同于由它的所有前驱（predecessor）組成的集合。
我们希望可以形成包含所有自然数的一個集合，但是只使用其他ZF公理的話並不能做到這一點。因此，有必要加入无穷公理以假定这个集合的存在。它是通过类似于数学归纳法的方法完成的：首先假定有一个集合{\displaystyle S}包含零，并接着規定对于{\displaystyle S}的所有元素，这个元素的后继也在{\displaystyle S}中。
这个集合{\displaystyle S}可以不只是包含自然数，還包含別的元素。但是我们可以应用分类公理模式来除去不想要的元素，留下所有自然数的集合{\displaystyle \mathbb {N} }。通过外延公理可知这个集合是唯一的。应用分类（分离）公理的结果是：
{\displaystyle \exists \mathbf {N} \forall n(n\in \mathbf {N} \iff ([\forall k\in n(\bot )\lor \exists k\in n(\forall j\in k(j\in n)\land \forall j\in n(j=k\lor j\in k))]\land }

{\displaystyle \forall m\in n[\forall k\in m(\bot )\lor \exists k\in n(k\in m\land \forall j\in k(j\in m)\land \forall j\in m(j=k\lor j\in k))]))}
用非形式化的語言陳述：所有自然数的集合存在；这里的自然数要么是零，要么是一个自然數k的后继，并且{\displaystyle k}的每个元素要么是0要么是{\displaystyle k}的另外一个元素的后继。
所以这个公理的本质是：
有一个集合包含所有的自然数。
无穷公理也是von Neumann-Bernays-Gödel 公理之一。

## 引用
1. ↑  Zermelo: Untersuchungen über die Grundlagen der Mengenlehre, 1907, in: Mathematische Annalen 65 (1908), 261-281; Axiom des Unendlichen p. 266f.

## 延伸阅读
- Paul Halmos (1960) Naive set theory. Princeton, NJ: D. Van Nostrand Company. Reprinted 1974 by Springer-Verlag. ISBN 0-387-90092-6.
- Thomas Jech (2003) Set Theory: The Third Millennium Edition, Revised and Expanded. Springer-Verlag. ISBN 3-540-44085-2.
- Kenneth Kunen (1980) Set Theory: An Introduction to Independence Proofs. Elsevier. ISBN 0-444-86839-9.